# تشارلز إي. كلاين
تشارلز إي. كلاين هو سياسي أمريكي، ولد في يوليو 1858 في إلينوي في الولايات المتحدة، وتوفي في 15 يناير 1914 في مدينة بيلينغام في الولايات المتحدة. انتخب عضو مجلس نواب واشنطن ‏.